# Запольський Тарас Володимирович
Тара́с Володи́мирович Запо́льський (нар. 18 вересня 1994, Київ — пом. 3 квітня 2022, Маріуполь) — український військовослужбовець. Загинув в ході російського вторгнення в Україну.

## Життєпис
У шкільні роки займався боксом, згодом бразильським джиу-джитсу (мав білий пояс із цього бойового мистецтва). Дуже смачно готував, умів пекти хліб. Захоплювався музикою та фотографією. Тарас дуже любив життя, родину, друзів, подорожувати, навчатися, мав надзвичайне почуття гумору.
Дуже багато читав. На його світогляд найбільше вплинули праця Є. Наконечного «Украдене ім'я: Чому русини стали українцями», твори Е. Юнгера, «Моральні листи до Луцілія» Сенеки.
У 2020 році вступив до лав ОЗСП «Азов», брав безпосередню участь в антитерористичній операції, забезпеченні її проведення і захисті незалежності, суверенітету та територіальної цілісності України та сил і засобів із забезпечення національної безпеки і оборони, відсічі і стримуванні збройної агресії російської федерації у Донецькій та Луганській областях.
Загинув 3 квітня 2022 року під час вуличних боїв у м. Маріуполі, надавши змогу побратимам вийти з оточення живими.

## Освіта
Після закінчення школи № 94 «Еллада» вступив до Київського національного лінгвістичного університету, 2015 року здобув фах перекладача (англійська мова).

## Нагороди
За особисту мужність і самовіддані дії, виявлені у захисті державного суверенітету та територіальної цілісності України, вірність військовій присязі Указом Президента України від 17 квітня 2022 року № 254/2022 нагороджений орденом «За мужність» ІІІ ступеня (посмертно).